# Campoplex abbreviatus
Campoplex abbreviatus är en stekelart som först beskrevs av Carl Gustav Alexander Brischke 1880.  Campoplex abbreviatus ingår i släktet Campoplex och familjen brokparasitsteklar. Arten är reproducerande i Sverige. Inga underarter finns listade.